# بنة موسى (للر وكتك)
بنة موسى (بالفارسية: بنه موسی) هي منطقة سكنية تقع في إيران في قسم للر وكتك الريفي. يقدر عدد سكانها بـ 101 نسمة بحسب إحصاء 2016.